# TuS Walle Bremen
| TuS Walle Bremen | TuS Walle Bremen                                                         |
| --- | ------------------------------------------------------------------------ |
| Spitzname: |                                                                          |
| Gegründet: | 1891                                                                     |
| Aufgelöst: | 2008                                                                     |
| Vereinsfarben: |                                                                          |
| Mitglieder: | 1340                                                                     |
| Anschrift: | Turn- und Sportverein Walle Bremen von 1891 e. V. Hohweg 50 28219 Bremen |
| Spielstätten: |                                                                          |
| Größte Erfolge der Handballmannschaft:                                                                                            |                                                                          |
| - Deutscher Handballmeister 1991, 1992, 1994, 1995 und 1996 - DHB-Pokalsieger 1993, 1994, 1995 - Europapokal der Pokalsieger 1994 |                                                                          |

Der Turn- und Sportverein Walle Bremen von 1891 e. V. war ein deutscher Sportverein aus dem Bremer Stadtteil Walle. Bekannt geworden ist der Verein vor allem durch seine Handballabteilung, deren erste Frauenmannschaft in den 1990er Jahren eine der erfolgreichsten deutschen Handballmannschaften war.

## Geschichte
Im Dezember 2007 musste der Verein beim Bremer Amtsgericht Insolvenz anmelden. Der Verein hatte Verbindlichkeiten in Höhe von über 720.000 Euro und war zahlungsunfähig. Am 29. Februar 2008 erklärte der zuständige Insolvenzverwalter, dass es für den Verein keine Rettung gebe und dieser in die Insolvenz gehen und sich auflösen werde. Der benachbarte Verein TV Bremen 1875 erklärte sich bereit, sämtliche Mitglieder und Ligamannschaften aufzunehmen sowie sich in TV Bremen-Walle 1875 umzubenennen.

## Die Handballabteilung
Mit dem Handballsport in Walle ging es ab 1987 steil aufwärts, als der ortsansässige Finanzmakler Volker Brüggemann – Vater der im Verein als Kreisläuferin spielenden Diana Brüggemann – als Hauptsponsor aktiv wurde. Als Leitspruch wurde „Von der Nordseeliga in den Europapokal“ ausgegeben. Der Verein bekannte sich öffentlich zum Profitum, was im deutschen Frauen-Handball seinerzeit Neuland bedeutete. Aus ganz Europa wurden Spitzenspielerinnen in die Hansestadt geholt, und der sportliche Erfolg stellte sich dann auch recht schnell ein. 1991 gewann die Mannschaft erstmals die Deutsche Handballmeisterschaft. Vier weitere Meistertitel sollten folgen. Dem Waller Erfolg wurde eine mittelbare Sogwirkung für den gesamten deutschen Frauen-Handball zugeschrieben. Als Brüggemann 1992 Ende Juni 1992 seine finanzielle Unterstützung einstellte, ging es nach einer Durchhaltephase trotz finanzieller Probleme unter dem Management von CDU-Politiker Jens Eckhoff (1992–1996) sportlich erst noch erfolgreich weiter, ab 1997 aber mit dem Verein steil bergab. 1998 wurde die Mannschaft vom Spielbetrieb abgemeldet.
Nach einem Neuanfang 2002 in der Kreisklasse B gelangen mehrere Aufstiege bis in die Landesliga. Die Klasse konnte jedoch nicht gehalten werden.

### Erfolge
- Deutscher Handballmeister 1991, 1992, 1994, 1995 und 1996
- DHB-Pokalsieger 1993, 1994, 1995
- Europapokal der Pokalsieger Sieger 1994
- EHF Champions Trophy 2. Platz 1994

### Die Bundesligabilanz seit dem Aufstieg in die 2. Bundesliga 1989
| Saison  | Spielklasse     | Platz | Sp | S  | U | N  | Tore    | Diff. | Punkte |
| ------- | --------------- | ----- | -- | -- | - | -- | ------- | ----- | ------ |
| 1989/90 | 2. BL Nord      | 1     | 22 | 22 | 0 | 0  | 559:328 | +231  | 44:0   |
| 1990/91 | Bundesliga      | 1     | 22 | 20 | 1 | 1  | 517:445 | 0+73  | 41:3   |
| 1991/92 | Bundesliga Nord | 1     | 20 | 18 | 1 | 1  | 560:298 | +262  | 37:3   |
| 1992/93 | Bundesliga      | 2     | 24 | 21 | 0 | 3  | 523:401 | +122  | 42:6   |
| 1993/94 | Bundesliga      | 1     | 26 | 24 | 1 | 1  | 651:502 | +149  | 49:3   |
| 1994/95 | Bundesliga      | 1     | 26 | 24 | 0 | 2  | 718:530 | +188  | 48:4   |
| 1995/96 | Bundesliga      | 1     | 26 | 25 | 0 | 1  | 783:572 | +211  | 50:2   |
| 1996/97 | Bundesliga      | 4     | 22 | 11 | 4 | 7  | 531:487 | 0+44  | 26:18  |
| 1997/98 | Bundesliga      | 10    | 22 | 4  | 3 | 15 | 492:549 | 0−57  | 11:33  |

|  | Gewinn der deutschen Meisterschaft |

### Trainer
- Hans-Herbert Ludolf (1971–1991)
- László Kovács (1991)
- Leszek Krowicki (1991–1992)
- Ulrich Weiler (1992)
- Leszek Krowicki (1992–1995)
- Marina Basanowa (1995–1997)
- Otto Sternberg (1997–1998)

### Bekannte ehemalige Spielerinnen
- Anja Andersen (1993–1996)
- Marina Basanowa (1991–1995)
- Michaela Erler
- Silke Gnad
- Natalie Hagel
- Susanne Henze
- Eva Kiss-Györi
- Christine Lindemann
- Heike Schmidt
- Dagmar Stelberg (1988–1998)
- Anikó Géczi
- Cordula David
- Silke Kroll

## Fußball
Die Fußballer des TuS Walle hatten in den 1950er Jahren ihre erfolgreichste Zeit. Nach zwei Aufstiegen in Folge erreichte die Mannschaft 1955 die Landesliga, die damals die höchste Amateurliga Bremens war. Arnold Schütz wechselte daraufhin zu Werder Bremen, mit dem er 1965 Deutscher Meister wurde. Drei Jahre lang hielten sich die Waller Fußballer im Oberhaus und wurden später zu einer Fahrstuhlmannschaft zwischen Verbands- und Bezirksliga. Zuletzt spielten die Fußballer des TuS Walle in der Landesliga.

## Weitere Abteilungen
Neben der Handball- und Fußballabteilung gibt es noch weitere Abteilungen im Verein:
- Fitness
- Jiu Jitsu
- Kinderturnen
- Korbball
- Turnen
- Tanz
- Trampolin
- Tennis
- Volleyball
- Tischtennis
- Akrobatik